# Осойниця
Осойниця (словен. Osojnica) — поселення в общині Жири, Горенський регіон, Словенія. Висота над рівнем моря: 512,6 м.